# Стрекайлово
Стрекайлово — деревня в Шумячском районе Смоленской области России. Входит в состав Понятовского сельского поселения. Население — 33 жителя (2007 год). 
Расположена в юго-западной части области в 3 км к юго-востоку от Шумячей, в 0,5 км южнее автодороги А101 Москва — Варшава («Старая Польская» или «Варшавка»), на берегу реки Шумячка. В 3 км южнее деревни расположена железнодорожная станция Понятовка на линии Рославль — Кричев. 

## История
В годы Великой Отечественной войны деревня была оккупирована гитлеровскими войсками в августе 1941 года, освобождена в сентябре 1943 года.